# 2014 UR116
(672457) 2014 UR116 of 2014 UR116 is een in oktober 2014 ontdekte planetoïde met een diameter van 400 m. Zij werd ontdekt door de Russische professor Vladimir Lipunov van het MASTER-II Observatorium. Deze planetoïde cirkelt in ongeveer drie jaar om de Zon, waarbij ze de aardbaan kruist en zo nu en dan de Aarde nadert. Echter volgens NASA's berekeningen dreigt er geen botsing, ondanks berichten in de media. De kleinste afstand waarop 2014 UR116 de Aarde de eerstkomende anderhalve eeuw passeert, bedraagt 4,3 miljoen kilometer in april 2047. De planetoïde is dus een zgn. NEO (Near Earth Object) of aardscheerder.